# Iman Vellani
Iman Vellani (en urdu: ایمان ویلانی; Karachi, Sind, 3 de setembre de 2002) és una actriu paquistano-canadenca. Al setembre de 2020, es va triar Vellani a l'univers Marvel per mor d'interpretar la protagonista principal, l'adolescent Kamala Khan, de la sèrie Ms. Marvel que es va emetre a mitjan 2022 a Disney+. L'actriu serà un dels personatges principals de la pel·lícula The Marvels juntament amb Brie Larson el 2023.